# Alto Orinoco
Alto Orinoco is een gemeente (Spaans: municipio autónomo) in de Venezolaanse staat Amazonas. De gemeente telt 20.000 inwoners. De hoofdplaats is La Esmeralda.